# 克莱夫·巴顿
克莱夫·巴顿（英語：Clive Barton，1971年10月2日—），澳大利亚男子射击运动员。他曾代表澳大利亚参加2006年英联邦运动会射击比赛，获得一枚银牌和一枚铜牌。他也曾参加2000年和2012年夏季奥运会。